# CSKA Moskou
CSKA Moskou (Moskovische Centrale Sportclub van het Leger) (Russisch: ЦСКА; TsSKA/CSKA of ЦСКА Москва; TsSKA/CSKA Moskva, volledige naam: Федеральное государственное учреждение Министерства обороны Российской Федерации Центральный спортивный клуб Армии) is een belangrijke Russische sportvereniging uit Moskou. Het wordt nog altijd vaak "Rode Leger" of "het Rode Legerteam" genoemd omdat het gedurende de sovjetperiode onderdeel vormde van de sportvereniging Strijdkrachten, die op haar beurt weer in verband stond met het Rode Leger. De CSKA heeft vele beroemde sporters voortgebracht.

## Sporten
De sportvereniging heeft teams voor verschillende sporten:
- HC CSKA Moskou, ijshockey
- PBK CSKA Moskou, professioneel mannenbasketbal
- ŽBK CSKA Moskou, vrouwenbasketbal (opgeheven 2009)
- PFK CSKA Moskou, professioneel voetbal
- ŽFK CSKA Moskou, vrouwenvoetbal
- VK CSKA Moskou, volleybal (opgeheven 2009)
- ŽVK CSKA Moskou, vrouwenvolleybal (opgeheven 2008)
- HK CSKA Moskou, handbal (Tsjechovskije Medvedi)
- ŽHK CSKA Moskou, vrouwenhandbal (SKA Tiraspol)
- MFK CSKA Moskou, zaalvoetbal
- PK CSKA Moskou, rugby
- ŽPK CSKA Moskou, vrouwenrugby
- XSM CSKA Moskou, bandy (opgeheven 1962)

## Tijdlijn (namen)
- 1911 — Vereniging van Skisportamateurs (Общество любителей лыжного спорта) of OLLS (ОЛЛС)
- 1923 — Experimenteel-demonstratieplein voor universele basisopvoeding Опытно-показательная площадка Всеобуча of OPPV (ОППВ) - als datum van oprichting van de club wordt vaak 29 april 1923 aangehouden
- 1928 — Sportclub van het Centrale huis van het Rode Leger (Спортивный клуб Центрального дома красной армии) of TsDKA/CDKA (ЦДКА)
- 1951 — Centraal huis van het Sovjetleger (Центральный дом Советской армии) of TsDSA/CDSA (ЦДСА)
- 1957 — Centrale sportclub van het Ministerie van Defensie (Центральный спортивный клуб министерства обороны) of TSK MO (ЦСК МО)
- 1960 — Centrale Sportclub van het leger (Центральный спортивный клуб армии) of TsSKA/CSKA (ЦСКА)